# Mesomphalia sublaevis
Mesomphalia sublaevis is een keversoort uit de familie bladkevers (Chrysomelidae). De wetenschappelijke naam van de soort werd in 1850 gepubliceerd door Boheman.